# Marta García Martín
Pour les articles homonymes, voir Marta García.
Marta García Martín est une joueuse d'échecs espagnole née le 13 juillet 2000 à Valence en Espagne.
Au 1er novembre 2018, elle est la quatrième joueuse espagnole avec un classement Elo de 2 311 points.

## Carrière aux échecs
Marta García Martín remporte la médaille d'argent au championnat d'Europe des moins de 16 ans à Prague en 2016 et la médaille de bronze au championnat d'Europe des moins de 18 ans en 2017.
Elle obtient le titre de grand maître international féminin en juin 2018. En septembre-octobre 2018, elle représente l'Espagne lors de l'Olympiade d'échecs de 2018 à Batoumi : elle y joue au deuxième échiquier et marque 4,5 points sur 10.
En 2022, elle remporte le championnat féminin d'Espagne d'échecs.